# Abjar
Abjar (persiska: ابجر, آبجَر) är en ort i Iran.   Den ligger i provinsen Mazandaran, i den norra delen av landet, 160 km nordost om huvudstaden Teheran. Abjar ligger 6 meter över havet och antalet invånare är 571.
Terrängen runt Abjar är platt, och sluttar norrut. Runt Abjar är det tätbefolkat, med 550 invånare per kvadratkilometer. Närmaste större samhälle är Sari, 13,6 km öster om Abjar. Trakten runt Abjar består till största delen av jordbruksmark.